# Tarrafas
Tarrafas este un oraș în statul Ceará (CE) din Brazilia.